# Charanyca semifuscens
Charanyca semifuscens är en fjärilsart som beskrevs av Adrian Hardy Haworth 1809. Charanyca semifuscens ingår i släktet Charanyca och familjen nattflyn. Inga underarter finns listade i Catalogue of Life.